# Anime comics
Un anime comics (アニメコミックス, Anime komikkusu), également appelé film comic (フィルムコミック, Firumu komikku), est une bande dessinée créée à partir d'images d'un anime. L'anime pouvant être lui-même tiré d'un manga. Le nom lui-même vient de la japonisation du terme anglais Anime Comics. (Ce n'est pas un manga)
Les anime comics sont généralement en couleurs puisque tirés de dessins animés en couleurs, alors que les mangas originaux sont généralement dessinés en noir et blanc.